# Durchlaufbecken
Ein Durchlaufbecken ist ein Bauwerkstyp der Behandlung von Niederschlagswasser. Darin wird je nach System verschmutztes Regenwasser oder Mischwasser mechanisch geklärt und in den Vorfluter geleitet.
Im Trennsystem wird es als sog. Regenklärbecken und im Mischsystem als sog. Regenüberlaufbecken verwendet.

## Aufbau
Ein Durchlaufbecken hat einen Zulaufkanal, einen Ablaufkanal, einen Überlauf und zusätzlich einen Klärüberlauf.
Der Ablaufkanal hat entweder einen geringen Querschnitt oder ein Drosselorgan,
so dass nur die Wassermenge weitergeleitet wird, die von der Kläranlage
aufgenommen werden kann.
Durch eine Rinne fließt der Trockenwetterabfluss durch das Becken. Sobald mehr Schmutzwasser zufließt, als durch den Abfluss abließen kann, läuft die Rinne über und das Becken staut ein. Ab einem gewissen Pegel springt der Klärüberlauf an, der gegenüber dem Einlaufbauwerk angelegt ist. Dieser ist mit einer Tauchwand ausgestattet und kann eine hohe Breite erreichen, damit die Strömung dort laminar bleibt. An der Tauchwand bleibt aufschwimmender, grober Dreck hängen. Der Klärüberlauf wird entweder direkt in den Vorfluter geleitet oder nochmals in einem Speicherbecken zwischengespeichert.
Ein Beckenüberlauf wird sofort in den Vorfluter geleitet und dient nur dem Schutz des Bauwerks vor unkontrolliertem Überstau. Klär- und Beckenüberlauf werden auf eine kritische Regenspende von mindestens 15l/(s*ha) ausgelegt.

## Funktion
1. Bei Trockenwetter und kleinen Regenereignissen wird das Wasser ohne einzustauen zur Kläranlage durchgeleitet.
2. Bei Regenwetter mit geringem Niederschlag wird das anfallende Wasser in der Sedimentationskammer zwischengespeichert und nach dem Regenereignis dosiert der Kläranlage weitergegeben.
3. Bei Regenwetter mit starkem Niederschlag (z. B. Gewitter) wird das überschüssige Wasser zurück gestaut und in der Sedimentationskammer gespeichert. Dabei wird das Wasser mechanisch vorgereinigt (Absetzwirkung des Beckens). Staut sich das Wasser bis zum Klärüberlauf, wird es direkt in den Vorfluter (oder ein eventuelles Regenrückhaltebecken) geleitet, dabei wird jedoch noch eine gewisse Klärwirkung durch die Sedimentation und die Tauchwand sichergestellt. Durch den hohen Regenwasseranteil handelt es sich nur noch um stark verdünntes Wasser, so dass die Biologie und die Organismen des Vorfluters nicht stark geschädigt werden.
4. Sollte selbst der Klärüberlauf nicht mehr reichen, staut das Wasser bis zum höher angebrachten Beckenüberlauf ein. Dieser entlastet direkt in das Gewässer, eine Reinigung findet nicht mehr statt. Nur die Verdünnung sowie die geringe Häufigkeit dieser Regenereignisse verhindert eine zu starke Belastung des Vorfluters.

## Einsatzgebiet
Durchlaufbecken werden im Gegensatz zu Fangbecken gebaut, wenn die Größe des Einzugsgebietes erwarten lässt, dass die Verschmutzung über einen längeren Zeitraum auftritt und daher ein Auffangen des ersten Spülstoßes nicht ausreicht. Sie sind meistens deutlich größer dimensioniert.